# Spilomyia crandalli
Spilomyia crandalli är en tvåvingeart som beskrevs av Charles Howard Curran 1951. Spilomyia crandalli ingår i släktet trädblomflugor, och familjen blomflugor. Inga underarter finns listade i Catalogue of Life.